# Piołunówka

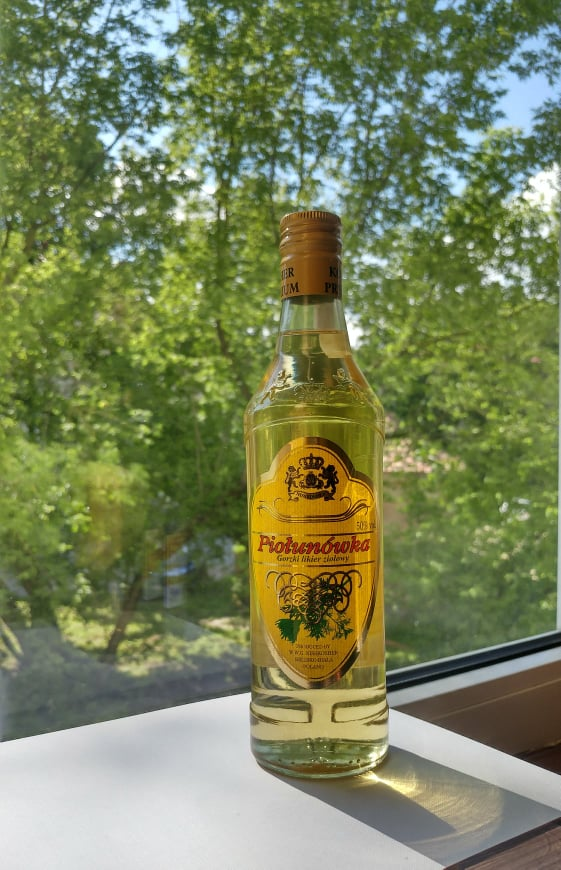
Piołunówka

Piołunówka − bardzo gorzka wódka ziołowa sporządzona poprzez zalanie alkoholem ziela piołunu.
Piołunówkę można spożywać bez dodatkowego dojrzewania. Stosowana w bardzo małych ilościach ma lecznicze działanie na problemy z układem pokarmowym. Może być używana u osób ze zmniejszonym apetytem.